# El emigrante (película)
El emigrante es una película española de comedia estrenada en 1960, dirigida por Sebastián Almeida y protagonizada en el papel estelar por Juanito Valderrama.

## Sinopsis
Mientras la ciudad de Cádiz se encuentra en plena celebración de los Carnavales, hay un hombre en el puerto que duda si bajar del barco y pisar la tierra que tanto añoró cuando se encontraba lejos por su emigración a Cuba. Teme enfrentarse a la ausencia total de seres queridos.

## Reparto
- Juanito Valderrama como Quino
- Julio Núñez como Manolo
- Silvia Solar como Rosario
- Dolores Abril como	Soledad
- Francisco Piquer como Ambrosio
- Rogelio Madrid como Andrés
- José Marco como Gonzalo
- Emilio Fábregas como Don Enrique
- José María Caffarel como Gobernador
- Marta Flores como	Marquesa
- Ángela Liaño como Paquita
- Jesús Puche como Cochero
- Luis Pruneda como Maño